# 基尔维莱尔 (摩泽尔省)
基尔维莱尔（法語：Kirviller，法語發音：[kiʁvilɛʁ]；洛林法兰克语：Kirwiller）是法国摩泽尔省的一个市镇，属于萨尔格米讷区。

## 地理
基尔维莱尔（48°57'10"N, 6°59'1"E）面积2.54 平方千米，位于法国大東部大區摩泽尔省，该省份为法国东北部内陆省份，是洛林的一部分，西南接默尔特-摩泽尔省，东临下莱茵省，北与卢森堡和德国接壤。
与基尔维莱尔接壤的市镇（或旧市镇、城区）包括：勒瓦勒德盖布朗日、阿藏堡、翁斯基尔克、萨拉尔布、因辛根。

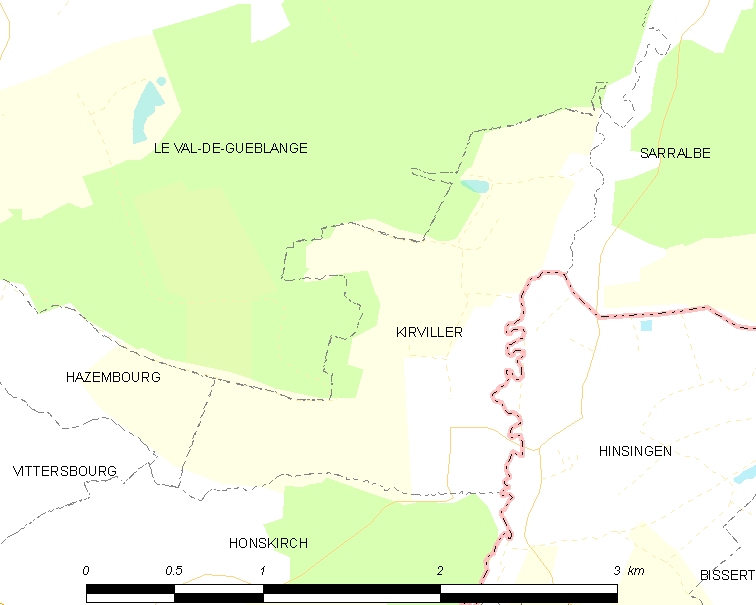
的OSM定位图

基尔维莱尔的时区为UTC+01:00、UTC+02:00（夏令时）。

## 行政
基尔维莱尔的邮政编码为57430，INSEE市镇编码为57366。

## 政治
基尔维莱尔所属的省级选区为萨拉尔布县。

## 人口

1962-2008年间人口变化图示

基尔维莱尔于2022年1月1日时的人口数量为140人。